# فنان من العالم العائم (رواية)

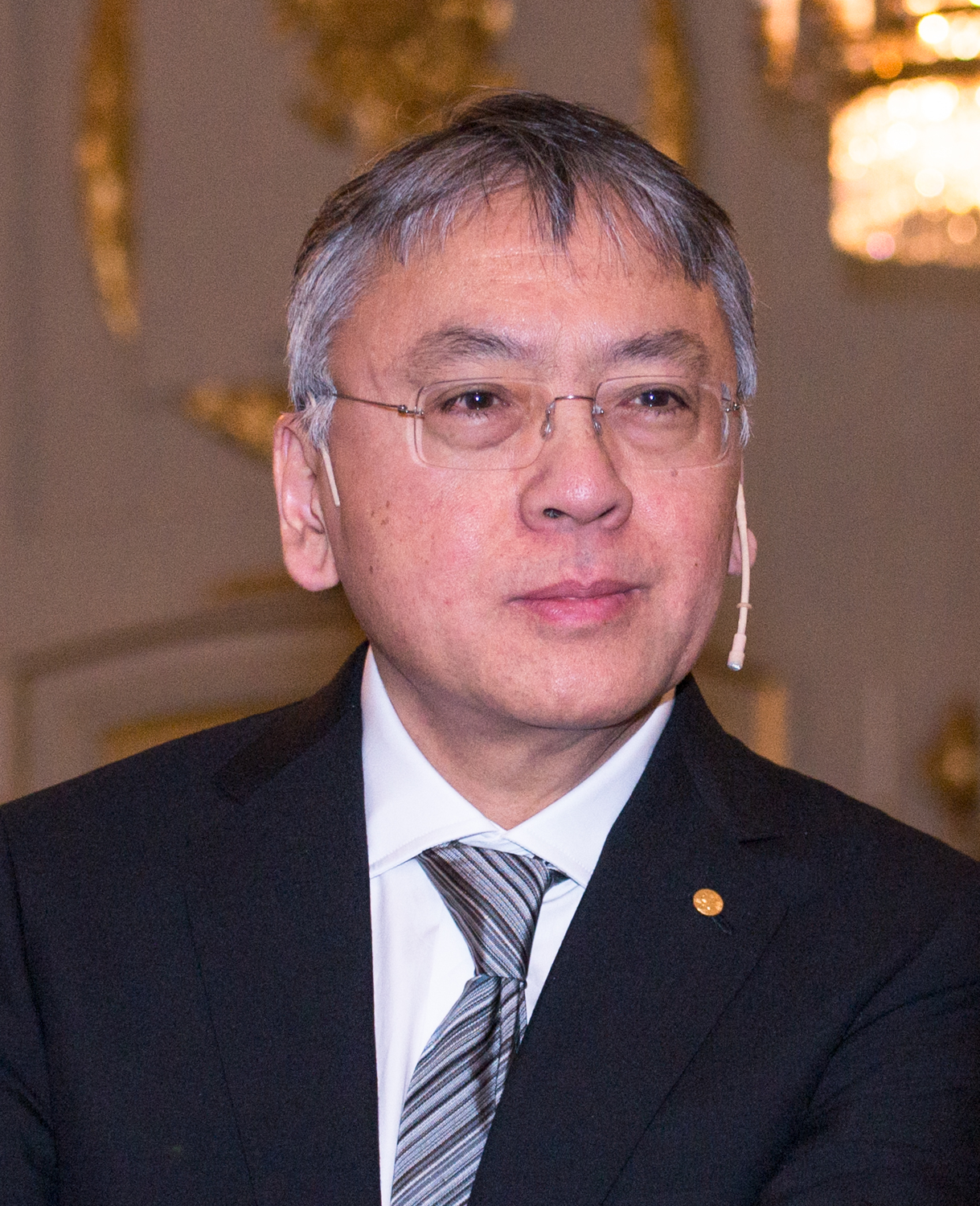
كاتب الرواية

فنان من العالم العائم (بالإنجليزية: An Artist of the Floating World) هي الرواية الثانية للكاتب البريطاني الياباني كازوو إيشيغورو الحائز على جائزة نوبل للأدب، نُشرت لأول مرة عام 1986، وصدرت نسختها العربية بترجمة محمد درويش عن منشورات الجمل.

## نبذة عن الرواية
تدور أحداث الرواية في اليابان بعد الحرب العالمية الثانية، وتتناول من خلال سيرة رسام قضايا الندم، الهوية، والذاكرة، وسط التحولات السياسية والاجتماعية التي شهدها المجتمع الياباني في أعقاب الهزيمة.حيث يعيش هذا الرسام المتقاعد ماسوجي أونو حالة من المراجعة الذاتية، متأملًا ماضيه الفني والسياسي في ظل تغيرات اجتماعية وثقافية عميقة . أونو، الذي كان في السابق مؤيدًا للنزعة العسكرية، يجد نفسه محاطًا بشكوك داخلية حول دوره في تلك المرحلة، ويبدأ في إعادة تقييم حياته ومسيرته الفنية، في محاولة لفهم تأثير قراراته على أسرته ومجتمعه

## شخصيات الرواية
- ماسوجي أونو البطل والراوي: رسام متقاعد كان مؤيدًا للنزعة العسكرية قبل الحرب.يعيش حالة من الندم والمراجعة الذاتية، ويتأمل تأثير فنه ومواقفه السياسية على المجتمع.يمثل اليابان التي تحاول الاعتراف بأخطائها وإعادة بناء ذاتها.
- نوريكو وسيتسوكو ابنتا أونو: نوريكو الأصغر، تستعد للزواج وتواجه صعوبات بسبب ماضي والدها.
- سيتسوكو الأكبر، أرملة وأم، تحاول التوفيق بين احترام والدها ومواجهة الواقع الجديد.تعكسان الجيل الجديد الذي يسعى للتصالح مع الماضي دون أن يُثقل كاهله.
- إيتشي حفيد أونو: طفل صغير، يمثل الأمل والمستقبل.علاقته بجده مليئة بالبراءة، لكنها تكشف عن الفجوة بين الأجيال.
- شينتارو زميل سابق لأونو في الفن: يحاول التنصل من ماضيه السياسي.يرمز إلى من يحاولون التهرب من المسؤولية بدلًا من مواجهتها.
- السيدة كاواكامي صاحبة حانة قديمة: تجسد التغيرات الاجتماعية بعد الحرب.كانت الحانة ملتقى للفنانين، لكنها فقدت بريقها بعد الهزيمة.
- ناجوشي مغنٍ شعبي: يشعر بالذنب لأن أغانيه كانت تُستخدم لتحفيز الجنود.يقدم اعتذاره بطريقة مأساوية، مما يعكس الشعور الجماعي بالذنب.

## خلفية
كتب إيشيغورو الرواية في مرحلة مبكرة من مسيرته الأدبية، وقد ساهمت في ترسيخ اسمه ضمن أبرز الأصوات الروائية في بريطانيا والعالم. رُشحت الرواية للقائمة النهائية لجائزة البوكر سنة 1986، وفازت بـجائزة ويتبريد لأفضل رواية، وهي جائزة بريطانية مرموقة تُمنح سنويًا لأبرز الأعمال الأدبية في المملكة المتحدة.

## العنوان ودلالته
يحيل العنوان إلى مفهوم ياباني تقليدي يُعرف بـأوكييو (浮世)، أي "العالم العائم"، وهو رمز ثقافي يشير إلى عالم من المتعة الجمالية والحسية، ازدهر خلال فترة الإيدو في الفنون والمسرح الياباني. تستحضر الرواية هذا المفهوم بشكل رمزي لطرح التوتر بين الفن والسياسة، وبين الماضي والحاضر.

## الحبكة
تُروى الرواية من منظور ماسوجي أونو، رسام متقاعد، يتأمل ماضيه المهني والسياسي خلال العقود السابقة. خلال الحرب، وظّف فنه لأغراض قومية دعائية، لكنه بعد الهزيمة يجد نفسه معزولًا ومحل احتقار ضمني من الأجيال الجديدة. ومن خلال تفاعلاته اليومية مع أسرته وجيرانه، يبدأ أونو بإعادة النظر في ماضيه وفي المسؤولية الأخلاقية المترتبة على اختياراته.

## اقتباسات من الرواية
هذه الاقتباسات تكشف عن التوتر بين الفن والضمير وعن رحلة أونو في البحث عن معنى جديد لحياته بعد أن تغيرت القيم من حوله.
"مهما أعاد الإنسان تقييم إنجازاته بعد مرور السنين، يستشعر دائمًا العزاء حين يعلم أن بحياته لحظة أو اثنتين من القناعة الحقة."
"إن ضميري يا معلم يملي عليّ ألا أظل فنانًا من العالم العائم إلى الأبد."
"إن همّ الفنان أن يأسر الجمال أينما يجده."
"من العسير أن يعجب الإنسان بجمال عالم حين يرتاب في شرعيته ذاتها."

## الأسلوب والبنية السردية
تعتمد الرواية أسلوبًا سرديًا داخليًا وهادئًا، يعكس الحيرة النفسية للراوي. ويُلاحظ أن السرد يقوم على الذاكرة الانتقائية، حيث تتغير بعض التفاصيل كلما عاد أونو لسردها. هذا الطابع غير الموثوق للسرد هو من السمات الأسلوبية المميزة لإيشيغورو.

## الثيمات
من بين أبرز المواضيع التي تعالجها الرواية:
- الندم والمسؤولية الفردية بعد الحرب
- تغير القيم الاجتماعية في اليابان
- الانعزال والحنين
- حدود الفن عندما يُسخّر لخدمة الأيديولوجيا

## التلقي النقدي
حظيت الرواية بتقدير نقدي واسع، وأشاد بها النقاد لما تتميز به من عمق نفسي وتناول فلسفي لمسائل الذنب والهوية الوطنية. كما اعتُبرت استكمالًا لنهج إيشيغورو في روايته الأولى منظر شاحب للتلال.

## الترجمات
تُرجمت الرواية إلى عدة لغات، منها العربية بعنوان: فنان من العالم العائم، من ترجمة: محمد درويش، منشورات الجمل، 2019.

## الجوائز
- جائزة ويتبريد لأفضل رواية، 1986 – جائزة بريطانية أدبية مرموقة (أعيدت تسميتها لاحقًا بجائزة كوستا).[7][8]